# Softbol na OI 2004.
Konačni rezultati natjecanja u športu softbolu na OI 2004.:

## Osvajačice odličja
| Zlato | Srebro | Bronca |
| SAD Leah Amico Laura Berg Crystal Bustos Lisa Fernandez Jennie Finch Tairia Flowers Amanda Freed Lori Hannigan Lovieanne Jung Kelly Kretschman Jessica Mendoza Stacey Nuveman Cat Osterman Jenny Topping Natasha Watley | Australija Sandra Allen Marissa Carpadios Fiona Crawford Amanda Doman Peta Edebone Tanya Harding Natalie Hodgskin Simmone Morrow Tracey Mosley Stacey Porter Melanie Roche Natalie Titcume Natalie Ward Brooke Wilkins Kerry Wyborn | Japan Emi Inui Kazue Ito Yumi Iwabuchi Masumi Mishina Emi Naito Haruka Saito Hiroko Sakai Naoko Sakamoto Rie Sato Yuki Sato Juri Takayama Yukiko Ueno Reika Utsugi Eri Yamada Noriko Yamaji |